# Hiperbolični paraboloid
Hiperbolični paraboloid je sedlasta ploskev drugega reda, ki jo opišemo z enačbo
{\displaystyle {\frac {x^{2}}{a^{2}}}-{\frac {y^{2}}{b^{2}}}-2z=0}.
Hiperbolični paraboloid je posebna oblika  ploskve, ki jo imenujemo opičje sedlo. Hiperbolični paraboloid je premonosna ploskev.
Druga oblika enačbe hiperboličnega paraboloida je 
{\displaystyle z=xy}
Preseka ploskve sta  parabola (vzporedno z ravnino x-z in y-z,  paraboli sta odprti vsaka v svojo smer) in hiperbola (vzporedno z ravnino x-y).
Parametrična oblika enačbe je 
{\displaystyle x(u,v)=u}
{\displaystyle x(u,v)=v}
{\displaystyle x(u,v)=uv}
kjer sta 
- {\displaystyle u\,}  in
- {\displaystyle v\,} parametra.

## Gaussova ukrivljenost
Gausova ukrivljenost hiperboličnega paraboloida je 
{\displaystyle K=-(1+u^{2}+v^{2})^{-2}}

## Srednja ukrivljenost
Srednja ukrivljenost je 
{\displaystyle H={uv \over (u^{2}+v^{2})^{3 \over 2}}}